# Moas al-Chatib

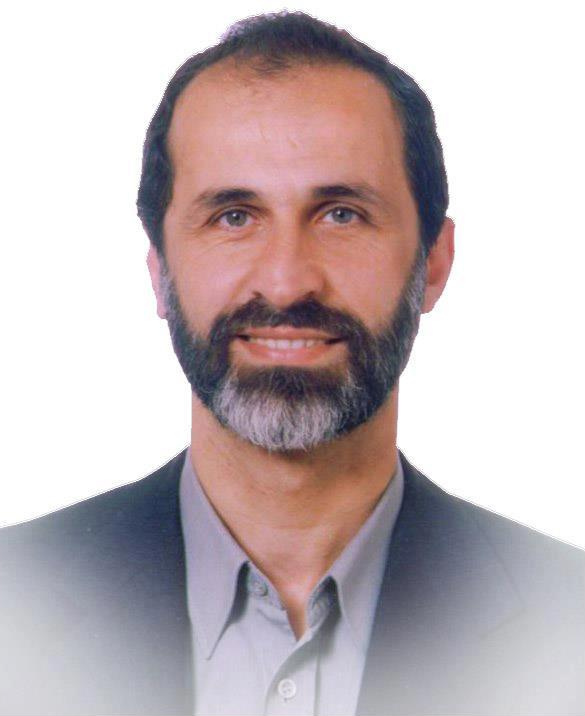
Moas al-Chatib (2012)

Ahmed Moas al-Chatib al-Hasani (arabisch أحمد معاذ الخطيب الحسني Ahmad Mu'adh al-Chatib al-Hassani, DMG Aḥmad Muʿaḏ al-Ḫaṭīb al-Ḥasanī, * 1960 in Damaskus, Syrien) ist ein syrischer Oppositionspolitiker und war von November 2012 bis April 2013 Präsident der Nationalkoalition syrischer Revolutions- und Oppositionskräfte.
Al-Chatib ist ein sunnitischer Muslim und ehemaliger Imam der Umayyaden-Moschee in Damaskus. Seine Glaubensauslegung wird von Beobachtern als gemäßigt beschrieben. In einem Interview mit Al Jazeera im Jahr 2006 äußerte er den Wunsch, Alawiten sollten zur Schia übertreten, weil sie dann einem Glauben mit klaren Strukturen folgen könnten.
Aufgrund seiner kritischen Haltung gegenüber der Regierung von Baschar al-Assad war er mehrmals inhaftiert und lebt seit seiner Flucht im Jahr 2012 aus Syrien in der ägyptischen Hauptstadt Kairo.
Am 24. März 2013 erklärte al-Chatib seinen sofortigen Rücktritt als Präsident der Nationalen Koalition. Als mögliche Begründung für diesen Schritt gelten Äußerungen al-Chatibs, in denen er eine mangelnde Unterstützung der westlichen Mächte für die Oppositionskoalition anprangert. Zudem soll er sich gegen die Bildung einer Übergangsregierung der Opposition eingesetzt haben. Al-Chatib lehnte die Wahl des US-Amerikaners Ghassan Hitto durch die Nationale Koalition zum Regierungschef für die von den syrischen Rebellen kontrollierten Gebiete am 18. März 2013 ab. Im Gegensatz zu al-Chatib ist der neue Premier gegen jeglichen Dialog mit Vertretern der Assad-Regierung. Als weitere Gründe für al-Chatibs Rücktritt sehen Beobachter seine strikte Ablehnung von möglichen Plänen der USA, Syrien nach dem Vorbild des Abkommens von Taif für den Libanon oder des Dayton-Abkommens für Bosnien und Herzegowina zu teilen. Kreise innerhalb der syrischen Opposition führen al-Chatibs Rückzug auf die verstärkte Einflussnahme der Regierung Katars zurück, die die Rebellen und insbesondere die syrischen Muslimbrüder unterstützt.
Die Nationale Koalition nahm sein Rücktrittsgesuch allerdings nicht an und forderte ihn auf, sein Amt zu behalten. Am 28. März 2013 zog er seine Rücktrittsentscheidung zurück und bekräftigte, bis Mai 2013 Präsident der Nationalen Koalition zu bleiben.